# 李集镇 (漯河市)
李集镇，是中华人民共和国河南省漯河市郾城区下辖的一个乡镇级行政单位。

## 行政区划
李集镇下辖以下地区：
后倪村、老官田村、潘付刘村、大宋村、老集村、李集村、相树张村、位李村、田庄村、三所楼郭村、东孟村、吕庄村、西孟村、大王村、渚阳寨村、陈东村、陈西村、郭东村、郭西村、密桥村、大朱村和陈刘马村。